# Ахмерово (Бакалинский район)
Ахме́рово (баш. Әхмәр) — деревня в Бакалинском районе Республики Башкортостан Российской Федерации. Входит в состав Старокуручевского сельсовета.

## География

### Географическое положение
Расстояние до:
- районного центра (Бакалы): 27 км,
- центра сельсовета (Старокуручево): 10 км,
- ближайшей ж/д станции (Туймазы): 101 км.

## Население
| 2002 | 2009 | 2010 |
| ---- | ---- | ---- |
| 75   | ↘54  | ↘41  |

### Национальный состав
Согласно переписи 2002 года, преобладающая национальность — татары (76 %).